# Peltariopsis grossheimii
Peltariopsis grossheimii är en korsblommig växtart som beskrevs av Nikolaj Adolfovitj Busj. Peltariopsis grossheimii ingår i släktet Peltariopsis och familjen korsblommiga växter. Inga underarter finns listade i Catalogue of Life.